# Okanagan South
Pour les articles homonymes, voir Okanagan (homonymie).
Circonscription électorale provinciale du Canada
Okanagan South est une ancienne circonscription provinciale de la Colombie-Britannique représentée à l'Assemblée législative de la Colombie-Britannique de 1979 à 1991.

## Géographie
La circonscription était située dans le nord de la région de l'Okanagan, elle-même au centre-sud de la province.
Le territoire de la circonscription était autrefois représenté par Yale (1871-1890), Yale-East (1894-1900), Okanagan (1903-1912) et South Okanagan (1912-1975).

## Liste des députés
1979-1986
| Législature                                            | Années                                                 | Député                                                 | Député                                                 | Parti                                                  |
| Okanagan South Circonscription issue de South Okanagan | Okanagan South Circonscription issue de South Okanagan | Okanagan South Circonscription issue de South Okanagan | Okanagan South Circonscription issue de South Okanagan | Okanagan South Circonscription issue de South Okanagan |
| ------------------------------------------------------ | ------------------------------------------------------ | ------------------------------------------------------ | ------------------------------------------------------ | ------------------------------------------------------ |
| 32e                                                    | 1979–1983                                              |                                                        | William Richards Bennett                               | Créditiste                                             |
| 33e                                                    | 1983–1986                                              |                                                        | William Richards Bennett                               | Créditiste                                             |

1986-1991
| Législature                                                 | Années    | Député | Député              | Parti      | Député | Député         | Parti      |
| ----------------------------------------------------------- | --------- | ------ | ------------------- | ---------- | ------ | -------------- | ---------- |
| 34e                                                         | 1986–1991 |        | Clifford Jack Serwa | Créditiste |        | Larry Chalmers | Créditiste |
| Circonscription abolie, voir Okanagan East et Okanagan West |           |        |                     |            |        |                |            |